# Conan Dogman
 (décembre 2020).
Si vous disposez d'ouvrages ou d'articles de référence ou si vous connaissez des sites web de qualité traitant du thème abordé ici, merci de compléter l'article en donnant les références utiles à sa vérifiabilité et en les liant à la section « Notes et références ».
 (janvier 2025).
Conan Dogman est une émission d'animation allemande de 2017 mettant en vedette Conan Dogman. 
Elle a été produite par Conan Dogman Studios et est sortie directement sur DVD.

## Synopsis
Le protagoniste principal est un chien du nom de Conan Dogman, qui aime se promener dans différents endroits exotiques. Il se retrouve souvent dans des situations dangereuses comme se faire écraser par une voiture dans le premier épisode. Il semble mourir à chaque épisode mais est de nouveau vivant la prochaine fois.
| Personne     | Épisode |
| ------------ | ------- |
| Conan Dogman | 1-6     |
| Timo         | 1-6     |
| André        | 6       |
| Lawine       | 2, 6    |
| Kaktus       | 4, 6    |
| Ketchup      | 4, 6    |
| Rutsche      | 4       |
| Streckbank   | 5       |

## Épisodes
Épisodes :
1. Steppe
2. Lawine
3. Wüste
4. Rutsche
5. Strecken
6. Zusammentreffen